# Audresselles
 Audresselles  es una población y comuna francesa, situada en la región de Norte-Paso de Calais, departamento de Paso de Calais, en el distrito de Boulogne-sur-Mer y cantón de Marquise.

## Demografía
| 660 | 623 | 605 | 740 | 708 | 720 | 693 | 660 | 608 | 588 | 575 | 525 | 513 | 510 | 522 | 508 | 468 | 452 | 497 | 454 | 434 | 425 | 435 | 410 | 457 | 430 | 424 | 440 | 489 | 538 | 587 | 681 |
| Para los censos de 1962 a 1999 la población legal corresponde a la población sin duplicidades (Fuente: INSEE [Consultar]) |     |     |     |     |     |     |     |     |     |     |     |     |     |     |     |     |     |     |     |     |     |     |     |     |     |     |     |     |     |     |     |

## Personajes ilustres ligados a la ciudad
- Maurice Boitel, pintor,
- Albert Besson, médico,
- Henri Dutilleux, compositor,
- Philippe Leclerc de Hauteclocque, mariscal de Francia,